# Augusta Vörlund
Flora Augusta Vörlund, född 6 juni 1807 i Åbo, död 15 februari 1869 i Nystad, var en finländsk poet, sagoförfattare och skolledare.

## Biografi
Augusta Vörlund föddes i Åbo som dotter till vice häradshövdingen Henric Vörlund och Christina Fredrika von Köhler. Hon fick sin utbildning genom hemundervisning.
Vörlund var verksam som föreståndare för en pensionatskola för flickor i Nystad, där hon bidrog till flickors utbildning under 1800-talet.
Augusta Vörlund var aktiv som skribent och poet. Hon samarbetade med Vendela Randelin i utgivningen av Maria. Berättelse af Vendela. Dikter af Augusta som publicerades i Helsingfors år 1853.